# Marat Djumayev
Marat Rustamovich Djumayev (ur. 12 stycznia 1976 w Samarkandzie) – uzbecki szachista, arcymistrz od 2001 roku.

## Kariera szachowa
W 1991 r. był uczestnikiem finału mistrzostw Związku Radzieckiego juniorów do 18 lat. W 1993 i 1994 r. dwukrotnie reprezentował Uzbekistan na mistrzostwach świata juniorów do 18 lat. Pod koniec lat 90. awansował do ścisłej czołówki uzbeckich szachistów. W 1999 r. zdobył w Shenyangu tytuł drużynowego mistrza Azji (w zawodach z tego cyklu startował jeszcze dwukrotnie, w latach 2003 i 2008). W latach 2000 i 2002 dwukrotnie reprezentował narodowe barwy na szachowych olimpiadach, był również uczestnikiem drużynowych mistrzostw świata w 2001 r., zdobywając brązowy medal za indywidualny wynik na V szachownicy. W 2002 r. podzielił III-IV m. w indywidualnych mistrzostwach Uzbekistanu, natomiast w 2008 r. w finałowym turnieju podzielił II-IV miejsce. W 2012 r. zdobył tytuł indywidualnego mistrza kraju.
Odniósł szereg sukcesów w turniejach międzynarodowych, m.in.:
- dz. II m. w Bikanerze (2002, za Krishnanem Sasikiranem, wspólnie z m.in. Dibyendu Baruą i Pentalą Harikrishna),
- dz. I m. w Dhace (2003, wspólnie z Ziaurem Rahmanem i Siergiejem Tiwiakowem),
- dz. I m. w Nowym Delhi (2003, wspólnie z Aleksandrem Fominychem i Ramachandranem Rameshem(inne języki)),
- I m. w Pune (2004),
- I m. w Lucknow (2004),
- dz. III m. w Bombaju (2004, mistrzostwa Wspólnoty Narodów, za Nigelem Shortem i Pawłem Smirnowem, wspólnie z Niazem Murshedem),
- II m. w Ferrolu (2005, za Aleksą Strikoviciem),
- dz. II m. w Tarragonie (2005, za Arturem Koganem, wspólnie z m.in. Aleksandyrem Dełczewem),
- I m. w Créon (2006),
- I m. w Caerleon (2007),
- dz. I m. w Tomsku (2007, wspólnie z m.in. Farruchem Amonatowem, Andriejem Gutowem i Andriejem Biełozierowem),
- dz. I m. w Taszkencie (2007, memoriał Gieorgija Agzamowa, wspólnie z Leonidem Jurtajewem i Siergiejem Kajumowem),
- I m. w Rochefort (2009),
- dz. II m. w Cappelle-la-Grande (2009, za Jurijem Wowkiem, wspólnie z Wjaczesławem Zacharcowem i Pawłem Jaraczem),
- dz. I m. w Taszkencie (2009, wspólnie z Andriejem Kwonem),
- II m. w Jarosławiu (2010, za Artiomem Czernobajem),
- dz. II m. w Katmandu (2010, za Gieorgijem Timoszenko, wspólnie z Georgiem Mohrem),
- dz. I m. w Taszkencie (2011, memoriał Gieorgija Agzamowa, wspólnie z Antonem Filippowem i Tigranem L. Petrosjanem),
- dz. I m. w Kalkucie (2012, wspólnie z S.P. Sethuramanem)
- dz. I m. w Ćennaju (2015, wspólnie z m.in. Eldarem Hasanowem i Iwanem Popowem)[6].

Najwyższy ranking w karierze osiągnął 1 stycznia 2005 r., z wynikiem 2569 punktów zajmował wówczas 2. miejsce (za Rustamem Kasimdżanowem) wśród uzbeckich szachistów.